# ترنيمة القيام
ترنيمة القيام أو الأكاثية (تعني ليس جالسًا) هي ترنيمة أو ترتيل يتلوها عادةً الأرثوذكس الشرقيون أو المسيحيون الكثُليُّيون الشرقيون، وهي مخصصة لقديس أو حدث مقدس أو أحد أقانيم الثالوث الأقدس. وذكر أنها ترنيمة كنسية يونانية شهيرة تمجيدًا للسيدة العذراء المباركة.